# عثمان بن طلحة
عثمان بن طلحة بن أبي طلحة عبد الله بن عبد العزى بن عبد الدار العبدري الحجبي ، حاجب البيت الحرام وأحد المهاجرين هاجر مع خالد بن الوليد ، وعمرو بن العاص إلى المدينة ، قتل أبوه كافرا في أُحد على يد الزبير بن العوام.

## هجرته
هَاجَرَ عُثْمَانُ بْنُ طَلْحَةَ إِلَى رَسُولِ اللَّهِ صلى الله عليه وسلم فِي هُدْنَةِ الْحُدَيْبِيَةِ مَعَ خَالِدِ بْنِ الْوَلِيدِ، فَلَقِيَا عَمْرَو بْنَ الْعَاصِ قَدْ أَتَى مِنْ عِنْدِ النَّجَاشِيِّ يُرِيدُ الْهِجْرَةَ، فَاصْطَحَبُوا حَتَّى قَدِمُوا عَلَى رَسُولِ اللَّهِ صلى الله عليه وسلم بِالْمَدِينَةِ، فَقَالَ رَسُولُ اللَّهِ صلى الله عليه وسلم حِينَ رَآهُمْ: «أَلْقَتْ إِلَيْكُمْ مَكَّةُ أَفْلَاذَ كَبِدِهَا»، يَعْنِي أَنَّهُمْ وُجُوهُ أَهْلِ مَكَّةَ، وَأَقَامَ مَعَ النَّبِيِّ صلى الله عليه وسلم بِالْمَدِينَةِ.
له فضل مشهور وهو في الجاهلية حين هاجرت أم سلمة زوجة أول مهاجر في الإسلام تريد اللحاق بزوجها فوجدها تقطعت بها السبل فأوصلها حتى زوجها في المدينة عند قباء في بني عمرو بن عوف وقد امتدحته أم سلمة عندما صارت زوجة رسول الله بعد أن استشهد أبوسلمة بأحد قالت: ما رايت أكرم من عثمان بن طلحة.

## مفتاح الكعبة
ذَكَرَ ابْنُ سَعْدٍ فِي الطّبَقَاتِ عَنْ عُثْمَانَ بْنِ طَلْحَةَ قَالَ: كُنّا نَفْتَحُ الْكَعْبَةَ فِي الْجَاهِلِيّةِ يَوْمَ الِاثْنَيْنِ وَالْخَمِيسِ فَأَقْبَلَ رَسُولُ اللّهِ صَلّى اللّهُ عَلَيْهِ وَسَلّمَ يَوْمًا يُرِيدُ أَنْ يَدْخُلَ الْكَعْبَةَ مَعَ النّاسِ فَأَغْلَظْتُ لَهُ وَنِلْتُ مِنْهُ فَحَلُمَ عَنّي ثُمّ قَالَ:«يَا عُثْمَانُ لَعَلّك سَتَرَى هَذَا الْمِفْتَاحَ يَوْمًا بِيَدِي أَضَعُهُ حَيْثُ شِئْت» فَقُلْتُ لَقَدْ هَلَكَتْ قُرَيْشٌ يَوْمَئِذٍ وَذَلّتْ. فَقَالَ: «بَلْ عَمَرَتْ وَعَزّتْ يَوْمَئِذٍ» وَدَخَلَ الْكَعْبَةَ فَوَقَعَتْ كَلِمَتُهُ مِنّي مَوْقِعًا ظَنَنْتُ يَوْمَئِذٍ أَنّ الْأَمْرَ سَيَصِيرُ إلَى مَا قَالَ.
فَلَمّا كَانَ يَوْمُ الْفَتْحِ قَالَ:«يَا عُثْمَانُ ائْتِنِي بِالْمِفْتَاحِ» فَأَتَيْتُهُ بِهِ فَأَخَذَهُ مِنّي ثُمّ دَفَعَهُ إلَيّ وَقَالَ:«خُذُوهَا خَالِدَةً تَالِدَةً لَا يَنْزِعُهَا مِنْكُمْ إلّا ظَالِمٌ..يَا عُثْمَانُ إنّ اللّهَ اسْتَأْمَنَكُمْ عَلَى بَيْتِهِ فَكُلُوا مِمّا يَصِلُ إلَيْكُمْ مِنْ هَذَا الْبَيْتِ بِالْمَعْرُوفِ» قَالَ فَلَمّا وَلّيْت نَادَانِي فَرَجَعْتُ إلَيْهِ فَقَالَ:«أَلَمْ يَكُنْ الّذِي قُلْتُ لَكَ؟» قَالَ فَذَكَرْت قَوْلَهُ لِي بِمَكّةَ قَبْلَ الْهِجْرَةِ لَعَلّك سَتَرَى هَذَا الْمِفْتَاحَ بِيَدِي أَضَعُهُ حَيْثُ شِئْت فَقُلْتُ بَلَى أَشْهَدُ أَنّكَ رَسُولُ اللّهِ.
وقد طلب النبي منه مفتاح الكعبة يوم فتح مكة وفتح الباب فدخل رسول الله البيت وصلى فيه ركعتين، فَقَامَ إلَيْهِ عَلِيّ رَضِيَ اللّهُ عَنْهُ وَمِفْتَاحُ الْكَعْبَةِ فِي يَدِهِ فَقَالَ يَا رَسُولَ اللّهِ اجْمَعْ لَنَا الْحِجَابَةَ مَعَ السّقَايَةِ صَلّى اللّهُ عَلَيْك.. فَقَالَ رَسُولُ اللّهِ صَلّى اللّهُ عَلَيْهِ وَسَلّمَ «أَيْنَ عُثْمَانُ بْنُ طَلْحَةَ؟» فَدُعِيَ لَهُ فَقَالَ لَهُ «هَاكَ مِفْتَاحَكَ يَا عُثْمَانُ..الْيَوْمَ يَوْمُ بِرّ وَوَفَاءٍ».
وَذَكَرَ سَعِيدُ بْنُ الْمُسَيّبِ أَنّ الْعَبّاسَ تَطَاوَلَ يَوْمَئِذٍ لِأَخْذِ الْمِفْتَاحِ فِي رِجَالٍ مِنْ بَنِي هَاشِمٍ فَرَدّهُ رَسُولُ اللّهِ صَلّى اللّهُ عَلَيْهِ وَسَلّمَ إلَى عُثْمَانَ بْنِ طَلْحَةَ. 
وقال بعض رواة السيرة: آنّ العباس رضي الله عنه سأله أن يعطيه المفتاح ليجمع له بين السقاية والسدانة، فأنـزل الله هذه الآية {إِنَّ اللّهَ يَأْمُرُكُمْ أَن تُؤدُّواْ الأَمَانَاتِ إِلَى أَهْلِهَا وَإِذَا حَكَمْتُم بَيْنَ النَّاسِ أَن تَحْكُمُواْ بِالْعَدْلِ إِنَّ اللّهَ نِعِمَّا يَعِظُكُم بِهِ إِنَّ اللّهَ كَانَ سَمِيعاً بَصِيراً }، فأمر رسول الله عليًّا أن يرد المفتاح إلى عثمان بن طلحة ويعتذر إليه، ففعل ذلك عليّ، فقال له عثمان: يا عليّ أكرهت وآذيت ثم جئت ترفق؟ فقال: لقد أنزل الله في شأنك، وقرأ عليه هذه الآية.
قال الواقدي: نزل المدينة حياة رسول الله، فلما مات نزل بمكة فلم يزل بها حتى مات في أول خلافة معاوية بن أبي سفيان في 41 هجرية.

## المرجع
- سدانة الكعبة
- البداية والنهاية، للإمام إسماعيل بن كثير الدمشقي.
- طبقات حجبة الكعبة للسيد حسين بن حيدر الهاشمي.